# Takeshi Takashina
Takeshi Takashina (高品 彪, Takashina Takeshi), né le 25 janvier 1891 dans la préfecture de Chiba et mort le 28 juillet 1944 à Guam, est un général de l'armée impériale japonaise qui fut tué au combat pendant la bataille de Guam.

## Biographie
Né dans la préfecture de Chiba, Takashina sort diplômé de la 25e promotion de l'académie de l'armée impériale japonaise en décembre 1913. Il sert ensuite dans le 66e régiment d'infanterie. En novembre 1922, il sort diplômé de la 34e promotion de l'école militaire impériale du Japon. Durant sa carrière, il sert à la forteresse de Keelung à Taïwan, comme commandant de bataillon dans le 50e régiment d'infanterie, et, de 1933 à 1934, comme instructeur au collège de génie militaire. De 1934 à 1935, il est attaché au 4e régiment de la garde impériale du Japon, et de 1935 à 1936, il est membre de l'État-major de la 16e division de dépôt à Kyoto. De 1936 à 1937, Takashina est attaché au 3e régiment d'infanterie et de 1937 à 1938, il est commandant de la forteresse de Takao à Taïwan. Il devient commandant du 60e régiment d'infanterie en 1938 et est promu major-général en mars 1940 quand il est assigné à la tête de la 27e brigade d'infanterie en 1940. De 1940 à 1942, il est commandant du groupe d'infanterie de la 14e division et de 1942 à 1943, il commande la 17e brigade mixte indépendante. En octobre 1943, il est promu lieutenant-général.
Takashina est commandant de la 29e division quand elle quitte le Mandchoukouo pour Guam dans les îles Mariannes. Il est commandant-en-chef des défenses de l'île début 1944. Guam est protégée par environ 18 000 soldats et marins japonais. Le 21 juillet, l'île est attaquée par les Américains. Deux jours plus tard, la 3e division de Marines américaine débarque, et Takashina planifie une contre-attaque pour repousser les Américains à la mer. Sa méthode est de regrouper toutes les unités japonaises de l'île et d'effectuer une grande offensive pour espérer déloger les Américaines de leurs positions sur les plages. Après plusieurs attaques infructueuses sur les positions japonaises de la colline Fonte, les flancs gauche et droit des Américains sont repoussés par les Japonais. Environ six bataillons sont prêts à attaquer les Américains à ce moment, et ils effectuent leur offensive sous la pluie dans la nuit du 25 juillet. L'attaque est délibérément lancée par mauvais temps afin de surprendre les Américains mais des feux d'éclairage blanc sont tirées par la flotte américaine pour tenter de contrer l'attaque. Les Américains sont sauvés par leurs chars, et l'attaque prend fin le matin du 26 juillet. Plus de 3 500 soldats japonais sont tués durant l'offensive. Après l'échec de la contre-attaque, les Japonais commencent à évacuer leurs défenses de la colline Fonte sur l'ordre de Takashina. Cependant, celui-ci est tué alors qu'il supervise la retraite. Son supérieur Hideyoshi Obata assume le commandement de l'armée de Guam, mais se suicide le 11 août, un jour après la capture de l'île par les Américains.